# Ascendance de Godwin de Wessex
Godwin de Wessex est un aristocrate anglo-saxon du début du XIe siècle. Proche du roi Knut le Grand, il est fait par lui comte de Wessex vers 1019. Sa puissance politique est considérable, et c'est grâce à son soutien qu'Édouard le Confesseur accède ensuite au trône d'Angleterre. À la mort d'Édouard, c'est un fils de Godwin, Harold, qui est élu roi d'Angleterre.
Cette ascension politique fulgurante de la maison de Godwin contraste avec l'obscurité de ses origines. Le père de Godwin est généralement identifié avec Wulfnoth Cild, un thegn du Sussex, mais son ascendance au-delà est inconnue. Une théorie minoritaire en fait un descendant d'Æthelred, un roi du Wessex du IXe siècle.

## Contexte
La première mention de Godwin semble se trouver dans le testament du prince Æthelstan Ætheling, fils du roi Æthelred le Malavisé, mort en 1014. Ce dernier lègue des terres situées en un endroit appelé Compton à un certain « Godwin, fils de Wulfnoth ». Des sources ultérieures indiquent que le comte Godwin détient des terres à Compton, dans le Sussex, et il est donc plausible qu'il s'agisse d'une seule et même personne. Il est tout aussi vraisemblable que son père soit Wulfnoth Cild, un thegn du Sussex. La Chronique anglo-saxonne rapporte qu'en 1009, ce Wulfnoth est accusé de crimes inconnus lors d'un rassemblement de la flotte royale. Il s'enfuit avec vingt navires, et une tempête détruit ceux lancés à sa poursuite,.
- Æthelric
  - Æthelmær
    - Wulfnoth
      - Godwin
        - Édith
+ Édouard le Confesseur

  - Eadric Streona
+ Eadgyth

Le chroniqueur du XIIe siècle Jean de Worcester retrace l'ascendance de Godwin de la manière suivante : Godwin, fils de Wulfnoth, fils d'Æthelmær, fils d'Æthelric. Æthelmær est selon lui le frère de l'ealdorman Eadric Streona, mais ce lien de parenté est chronologiquement impossible pour l'historienne Ann Williams. En effet, on sait par ailleurs qu'Eadric Streona a épousé Eadgyth, une fille d'Æthelred le Malavisé, et qu'Édith, la fille de Godwin, a épousé Édouard le Confesseur, un fils d'Æthelred. Eadgyth et Édouard, qui appartiennent à la même génération, auraient ainsi épousé respectivement un fils et une arrière-arrière-petite-fille d'Æthelric. Le généalogiste David H. Kelley propose plusieurs possibilités de résoudre cette apparente impossibilité : étant issu d'un deuxième mariage d'Æthelred, Édouard pourrait être plus jeune d'une génération qu'Eadgyth, tandis qu'Eadric Streona pourrait être parmi les derniers-nés de la fratrie d'Æthelmær.
La Vita Ædwardi regis, une hagiographie d'Édouard le Confesseur rédigée à la demande de sa veuve Édith, reste muette sur l'origine de sa famille. Godwin y est décrit comme « béni dans son ascendance », sans plus de détails. L'historien Frank Barlow juge ce silence éloquent. Néanmoins, bien que Godwin soit parfois décrit comme un parvenu ou un homme nouveau, la plupart des historiens modernes considèrent que la tradition médiévale plus tardive qui fait de lui un fils de churl ou de paysan est dépourvue de fondement. L'étendue considérable des propriétés de la famille de Godwin dans le Sussex constitue un argument en faveur du lien de parenté entre Godwin et Wulfnoth Cild et tend à confirmer que cette famille est d'extraction aristocratique. L'épithète cild et le fait qu'il soit capable de détacher vingt navires de la flotte royale suggèrent que ce Wulfnoth bénéficie d'une certaine importance, au moins dans le Sussex.

## Hypothèse: un descendant du roi Æthelred?

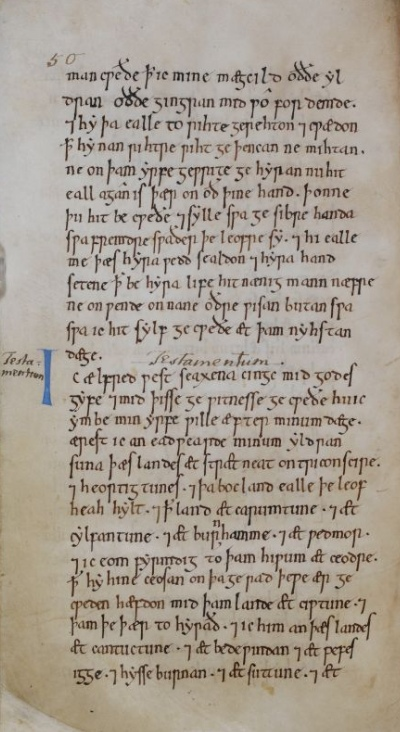
Le testament d'Alfred le Grand.

Une théorie émise en 1913 par le médiéviste Alfred Anscombe et reprise par les généalogistes Lundie W. Barlow en 1957 et David H. Kelley en 1989 fait de Godwin un descendant d'Æthelred, roi du Wessex de 865 à 871 et frère aîné d'Alfred le Grand.
Cette théorie repose en partie sur la transmission de certains domaines, en particulier celui de Compton, dans le Sussex. Dans son testament, Alfred le Grand lègue un Compton à son neveu Æthelhelm, le fils d'Æthelred. Il serait ultérieurement passé à Wulfnoth Cild, qui se le serait vu confisquer après sa rébellion en 1009, avant que le testament d'Æthelstan ne le rende à son fils Godwin en 1014,.
Dans le testament d'Æthelstan, Godwin est précédé par un certain Ælmære. Pour Anscombe, il s'agit de l'ealdorman Æthelmær Cild, qui est selon lui le père de Wulfnoth Cild. À l'appui de cette hypothèse, il cite la répétition de l'épithète Cild dans leurs noms (un argument intenable pour Lundie Barlow) et rappelle la lignée proposée par Jean de Worcester. Anscombe ne passe pas sous silence les problèmes que cela suscite (outre l'incohérence générationnelle décrite plus haut, le père de l'Æthelmær de Jean de Worcester ne porte pas le même nom que celui d'Æthelmær Cild), mais il considère que la chronique de Jean de Worcester garde de manière imparfaite la trace d'un lien de parenté entre Æthelmar Cild et Wulfnoth Cild. Æthelmær Cild est le fils de l'ealdorman et chroniqueur Æthelweard, qui affirme descendre d'Æthelred de Wessex dans ses écrits. La nature exacte de ce lien de parenté reste débattue.
- Æthelwulf, roi du Wessex
  - Æthelred, roi du Wessex
    - Æthelhelm
      - ? Æthelfrith
        - ? Eadric
          - ? Æthelweard, ealdorman
            - Æthelmær Cild, ealdorman
              - ? Wulfnoth Cild, thegn de Sussex
                - Godwin, comte de Wessex

  - Alfred le Grand, roi du Wessex
    - Maison de Wessex

Parmi les historiens modernes, Frank Barlow est l'un des rares à porter un regard bienveillant sur cette théorie. Son livre The Godwins, paru en 2002, présente un arbre généalogique retraçant l'ascendance de Godwin jusqu'à Æthelred de Wessex. Bien qu'il s'interroge sur la rupture onomastique entre Wulfnoth et ses ancêtres, dont tous les noms commencent par Æthel- ou Ælf-, il affirme que « même s'il est erroné, cet arbre généalogique est du bon type ». Les autres historiens ayant écrit sur cette période ne reprennent pas cette théorie,,,,,.